# Calliandra rubescens
Calliandra rubescens  es una especie de leguminosa originaria de México a Costa Rica.

## Descripción
Es un arbusto o árbol pequeño, que alcanza un tamaño de hasta 3 m de alto. Pinnas (2–) 3–4 pares; folíolos 10–16 pares por pinna, oblongo-ovados a lanceolados, 4–11 mm de largo y 1.5–4 mm de ancho. Capítulos obconiformes, heteromorfos, pedúnculos axilares, flores esencialmente glabras; cáliz crateriforme, 1.5–3 mm de largo; corola tubular, 6–8 mm de largo, membranosa; filamentos blancos en la base y rojos o rosados en la mitad distal, tubo estaminal generalmente exerto, especialmente en las flores centrales. Fruto leñoso, con los márgenes muy engrosados, densamente pubescente.

## Distribución y hábitat
Especie común, se encuentra en sabanas, bosques secos y bosques espinosos, zonas pacífica y norcentral; a una altitud de 30–920 metros; fl jun–oct, fr ago–ene; desde el sur de México a Costa Rica.

## Propiedades
En Oaxaca, su principal aplicación medicinal es para curar trastornos de la piel como la seborrea y alopecia.

## Taxonomía
Calliandra rubescens fue descrito por (M.Martens & Galeotti) Standl.  y publicado en Publications of the Field Museum of Natural History, Botanical Series 4(8): 309. 1929
Etimología
Calliandra: nombre genérico que proviene del griego "kallos", "belleza" y "andros", "hombre"; y hace referencia a los bellos estambres (parte masculina de la flor) que poseen las flores de estas especies. El nombre común de varias especies del género, plumerillo, también hace referencia a las flores y, en este caso, a que las mismas parecen pequeños plumeros.
rubescens: epíteto latino que significa "rojizo".
Sinónimos
- Acacia rubescens M.Martens & Galeotti	basónimo
- Anneslia compacta Britton & Rose
- Anneslia pallida Britton & Rose
- Anneslia rubescens Britton & Rose
- Anneslia simulans Britton & Rose
- Anneslia xalapensis Britton & Rose
- Calliandra compacta (Britton & Rose) Standl.
- Calliandra pallida (Britton & Rose) Standl.
- Calliandra papillosa (Britton & Rose) Standl.
- Calliandra tapirorum Standl.
- Calliandra xalapensis Benth.
- Calliandra yunckeri Standl.[7]